# Montastruc (Lot-et-Garonne)
Montastruc é uma comuna francesa na região administrativa da Nova Aquitânia, no departamento Lot-et-Garonne. Estende-se por uma área de 25,75 km². Em 2010 a comuna tinha 252 habitantes (densidade: 9,8 hab./km²).